# Frisch gepresst
Frisch gepresst ist eine deutsche Komödie von Christine Hartmann aus dem Jahr 2012. Das Drehbuch zum Film basiert auf dem gleichnamigen Buch von Susanne Fröhlich und wurde von Dirk Ahner und Hartmann verfasst. In den Hauptrollen sind Diana Amft, Tom Wlaschiha und Alexander Beyer zu sehen.

## Handlung
In dem Film geht es um Andrea, die kein Familienmensch ist. Sie bekommt aber ein Kind und weiß nicht, wer der Vater ist. Am Ende verliebt sie sich in Chris, der sich auch als Vater ihres Kindes herausstellt und die beiden beginnen eine Beziehung.

## Rezeption

### Kritiken
Christoph Petersen von Filmstarts schrieb: „Diana Amft bemüht sich redlich, als deutsche Bridget Jones mit ihrer natürlichen Art gegen das klischeehafte Drehbuch und die uninspirierte Regie anzuspielen. Doch ihre Anstrengungen bleiben weitgehend erfolglos“.

### Erfolg
Frisch gepresst feierte am 14. August 2012 im Cinedom in Köln Premiere und wurde in Deutschland am 23. August zur öffentlichen Vorführung freigegeben. Der Spielfilm verzeichnete nach Ende des ersten Vorführwochenendes rund 70.361 Kinobesucher und 84.934 inklusive Previews. Als zweithöchster Neueinsteiger der Woche hinter Total Recall platzierte sich die Produktion auf Platz sieben der deutschen Kinocharts. Mit insgesamt 226.353 Besuchern konnte sich die Komödie in den Top 40 der meistgesehenen deutschen Kinoproduktionen des Jahres 2012 platzieren.